# Карауылтобинский сельский округ
Карауылтобинский сельский округ — административно-территориальное образование в Акжаикском районе Западно-Казахстанской области.

## Административное устройство
1. село Карауылтобе
2. село Кырыккудук